# Siti archeologici in Calabria
I siti archeologici presenti in Calabria sono la testimonianza delle varie dominazioni e culture che hanno interessato il passato di questa regione. L'influenza della dominazione greca prima e di quella romana dopo, rimane evidente ancora oggi nella tradizione e nella cultura calabrese.

## Sito archeologico del Castello della Rocca di San Sosti
Il Castello della Rocca si trova su un'altura, costituita dalle pendici di Monte Mula, sovrastante l'antico borgo di San Sosti, In provincia di Cosenza.
Del Castello rimangono in piedi parte di una torre e della fortificazione che, data la sua posizione dominante sulla vallata sottostante e sulla "Gola del Pettoruto" (detta anche "Gola del Fiume Rosa"), offre degli ottimi punti di vista a 360° su uno scenario naturalistico letteralmente mozzafiato.
La fortificazione risale probabilmente all'XI sec. ma, grazie ai ritrovamenti di reperti archeologici, è stata certamente documentata la frequentazione del luogo anche in epoca Sveva ed Angioina.
Una campagna di scavi archeologici avvenuta nel 2004 ha riportato alla luce testimonianze di frequentazione risalenti all'epoca romana e sono stati ritrovati reperti risalenti addirittura all'Età del Bronzo ed all'Età del Ferro.
Il complesso del Castello della Rocca è liberamente visitabile percorrendo a piedi un suggestivo sentiero di montagna lastricato in pietre.

## Area archeologica di Casignana
La villa romana di Casignana si trova in contrada Palazzi nel comune di Casignana in provincia di Reggio Calabria.
Venne scoperta nel 1963 grazie ai lavori di costruzione di un acquedotto che riportarono alla luce i resti di una domus romana privata che probabilmente sorgeva in prossimità dell’antica strada di collegamento tra Locri Epizefiri e Rhegion.
L’impianto originario della casa risale al I secolo ma gli archeologi hanno individuato quattro fasi costruttive. Quella attualmente visibile, l’ultima, risale al IV secolo.
Gli scavi portati avanti fino ad oggi hanno indagato 1.300 metri quadri della grande villa.
La villa ha il più grande repertorio di mosaici presente in Calabria, tra cui un mosaico risalente al III secolo che rappresenta, con tessere bianche e verdi, un thiasos marino composto da quattro figure femminili che cavalcano un cavallo, un toro, una tigre e un leone tutti raffigurati con una coda di pesce.
La sala della domus ha una complessa disposizione architettonica con una pianta ottagonale con quattro lati absidati e un pavimento mosaicato da piccole tessere. Si può riconoscere il calidarium che doveva essere ricoperto da una volta. La presenza del calidarium è testimoniata dall’ipocausto e dei tubuli fittili nelle pareti.
Del complesso della villa fanno anche parte un salone a pianta rettangolare e due ambienti riscaldati tutti decorati con l’opus sectile, una tecnica per pavimentare con lastre in marmo colorato. Nella domus è anche presente un ninfeo monumentale con vasca absidata e cisterne.

## Area archeologica di Monasterace
L’antica colonia della Magna Grecia identificata con il nome Kaulon o Kaulonia si trova nei pressi di Punta Stilo nel comune di Monasterace in provincia di Reggio Calabria.
L’area intorno al sito nella quale sorgeva l’antica polis viene chiamata dagli archeologi Kauloniatide.
I primi scavi sono attribuibili a Paolo Orsi (1911-1913), che in quel periodo era Soprintendente ai Beni Archeologici della Calabria e cofondatore del Museo della Magna Grecia. Paolo Orsi ritrovò sulla spiaggia i resti di un tempio dorico del quale sono rimaste le fondamenta costituite da blocchi di pietra arenaria. L’edificio è lungo 41 metri per 18,20 metri di larghezza, con un periptero in antis e provvisto di una cella con pronao, opistodomo e di scale di accesso al tetto.
Delle mura, provviste di torri a base rettangolare e porte, sono riconoscibili quattro distinte fasi evolutive che coprono un arco di tempo che va dal VII al III secolo a.C. L’area archeologica di Monasterace comprende, oltre al tempio, alcune zone situate immediatamente dopo le mura dello stesso.
A 200 metri a sud-ovest delle mura sorgeva infatti il santuario della Passoliera del quale sono state rinvenute solo alcune terrecotte risalenti a diverse fasi comprese fra il VI e il V secolo a.C. In quest’area archeologica sono presenti, oltre al tempio, i resti del centro urbano di Kaulon, cinto di mura e posto al livello del mare.
Tra le abitazioni del centro urbano c’è la Casa del drago scoperta nel 1960 che ha un mosaico rappresentante un mostro, ora esposto nel Museo Archeologico di Reggio Calabria.

## Sito archeologico di Castiglione di Paludi
L’area archeologica di Castiglione di Paludi riguarda un insediamento riferito quasi sicuramente ad una città brettia del IV secolo a.C. ed una necropoli dell’età del ferro.
Il sito è situato su un colle delimitato dai torrenti Coseria e Scarmaci a circa 8 km dal mar Ionio. La città, situata in quest’area archeologica, potrebbe essere l’antica città brettia di Cossa, la quale venne citata in un frammento di Ecateo di Mileto e nel De bello civili di Cesare che la pone nel territorio di Thurii.
Il centro abitato era circondato da mura, le quali erano costituite da blocchi di pietra arenaria disposti a secco; era presente una porta di accesso fortificata con cortile interno e sul versante orientale vi erano due torri a pianta circolare alte due piani. La cinta muraria di Castiglione di Paludi rappresenta un importante esempio di fortificazione che esemplifica secoli di raffinamento di tecniche edilizie appartenenti alla Magna Grecia ma ereditate dalla madre patria (Grecia).
All'interno delle mura gli scavi hanno rinvenuto i resti del teatro databile intorno al IV secolo a.C., costituito da una pianta semicircolare, nel quale erano presenti sedili scavati nella roccia o fatti di pietra arenaria. Il teatro poteva contenere circa 200 persone e fungeva anche da luogo per le riunioni e le assemblee pubbliche.
Gli scavi condotti hanno inoltre portato alla luce i resti di alcune abitazioni differenziate da due fasi per la tecnica costruttiva. Il ritrovamento di alcune terrecotte votive al di fuori delle mura testimonierebbe l’antica presenza di un luogo di culto. Gli scavi sono stati portati avanti dal 1949 al 1956, poi interrotti e ripresi tra il 1978 ed il 1993; successivamente il sito è stato abbandonato.

## Sito archeologico di Francavilla Marittima
L’area archeologica di Francavilla Marittima interessa un insediamento precoloniale fondato dagli Enotri. Il sito è situato su un terrazzamento naturale chiamato il Timpone della Motta e ricade sul comune di Francavilla a circa 14 km di distanza dall’antica Sybaris.
Nel sito è stata trovata, in località Macchiabate, una necropoli formata da circa 200 sepolture. Le tombe sono costituite da tumuli circolari o ellittici senza muretto di contorno: il morto era deposto insieme ad un corredo funebre composto da vario vasellame di ceramica ed oggetti generalmente in bronzo che facevano parte del vestiario del defunto. Si potevano trovare inoltre armi, se si trattava di un uomo che apparteneva a ranghi elevati.
I risultati dell'indagine sul sito hanno fatto emergere tracce di frequentazione risalenti all'età del Bronzo tra il XIII ed il X secolo a.C. e anche un secondo abitato del VII secolo a.C. In questi scavi sono stati rinvenuti alcuni reperti tra cui un ex-voto in terracotta del VII secolo a.C. raffigurante una figura femminile con veste ricamata sulla quale sono raffigurate scene mitologiche. Sono stati ritrovati anche frammenti di ceramica d’importazione greca, vasi protocorinzi e una lamina di bronzo del VI secolo a.C.
Tutti questi reperti sono oggi conservati ed esposti nel Museo Archeologico della Sibaritide nel quale è conservata anche un’armatura di bronzo composta da elmo con paraguance e corazza risalente al VI secolo a.C.
Nel villaggio la vita venne interrotta, probabilmente, a causa della distruzione avvenuta nel 730 a.C. con l’arrivo dei coloni greci i quali hanno ridotto in schiavitù gli abitanti autoctoni. Una prova a sostegno di questa tesi potrebbe essere l’edificazione, sui resti del villaggio, di un tempio dedicato alla dea greca Atena.

## Sito archeologico di Punta Alice
Nel 1924 sono stati ritrovati i resti di un tempio dorico dedicato ad Apollo Aleo (alaios: protettore del mare e della navigazione), sul promontorio di Punta Alice, nel comune di Cirò Marina.
Seconda la leggenda, l’eroe tessalo Filottete, dopo la guerra di Troia, nella zona tra Sibari e Crotone, sul promontorio di Crimissa, fondò la città di Krimisa identificata successivamente con l’attuale Cirò superiore.
In origine il tempio del VI secolo a.C. aveva una cella lunga 27 metri e larga 8 metri la quale era aperta sul lato orientale e divisa in due navate da un colonnato. Successivamente il tempio subì una trasformazione ad opera dei Bruzi verso la fine IV secolo a.C. Venne creato un periptero dorico di dimensioni decisamente maggiori, completamente in pietra, circondato da otto colonne sui lati brevi e diciannove sui lati lunghi. Nella trasformazione di questo periodo, la cella arcaica fu inglobata nel nuovo edificio mentre il colonnato venne raddoppiato nel lato orientale.
Tra le reliquie rinvenute si trovano offerte votive del periodo arcaico del tempio e la testa, i piedi e la mano sinistra dell'acrolito di Apollo conservate nel Museo Archeologico di Reggio Calabria. Sulla calotta della statua sono presenti dei fori che servivano all’ applicazione di una capigliatura. Lo stile della statua richiama quello sviluppato ad Atene intorno all’ artista Fidia databile intorno al 440-430 a.C.
Della fase del IV secolo a.C. sono state ritrovate terrecotte architettoniche, frammenti di architravi e capitelli dorici conservati nel Museo Archeologico di Crotone.
Al periodo brettio risalgono anche ritrovamenti di ampi edifici che probabilmente servivano ad accogliere i pellegrini.

## Area archeologica di Vibo Valentia
I ritrovamenti archeologici di quest’area riguardano i resti di Hipponion, che fu una colonia della Magna Grecia situata sul versante tirrenico della Calabria, sorta intorno al VII secolo a.C. Gli scavi effettuati hanno ritrovato anche reperti riguardanti la città romana di Vibo Valentia e i resti del primo nucleo abitativo osco di Veip.
I siti archeologici si trovano in diverse aree, sparse per la città e che costituiscono il Parco Archeologico di Hipponion-Valentia
Le mura che circondavano la colonia greca di Hipponion erano lunghe circa 7 km ed alte 10 m e sono state rinvenute da Paolo Orsi nel 1916 nella zona di Trappeto Vecchio. I resti si estendono per un tratto di 350 m; nel 1969 Ermanno Arslan trovò altri tratti di mura. Erano state costruite con blocchi regolari di pietra arenaria e calcarenite probabilmente databili intorno al VI secolo a.C. Le mura erano rafforzate ogni 40 metri da torri circolari. Sono state studiate quattro fasi costruttive di cui la più antica appartiene alla costruzione fatta con mattoni crudi (impasto di fango e paglia).
Nella zona del Parco delle Rimembranza Paolo Orsi ritrovò i resti di un tempio dorico del 500 a.C. dedicato con molta probabilità alla dea Proserpina molto venerata degli Ipponiati, ma del tempio è rimasto molto poco poiché i marmi e le colonne vennero utilizzati per costruire la cattedrale normanna di Mileto. Oltre al tempio dorico vennero indagati altri due templi: uno ionico situato in zona Cofino, l’altro dorico posto nei pressi della Cava Cardopati. Sono stati rinvenuti inoltre i resti dell’abitato romano di Vibonia del II secolo in via XXV Aprile, mentre nella Località Stanislao Aloe sono stati trovati i reperti di un impianto termale arricchito di mosaici policromi dai quali si può individuare un ritratto di Vespasiano Agrippa, nipote dell’imperatore romano Augusto.
Nella medesima area sono emerse due domus con pavimenti a mosaico e nell'area dell’aeroporto militare sono stati rinvenuti i resti di una villa romana con volte a crociera che si sono ben conservate nel tempo.
Altri ritrovamenti, del VII secolo a.C., riguardano la necropoli arcaica situata nella località di Scrimbia e sono ora conservati presso il Museo Archeologico di Vibo Valentia.
Nella frazione di Vena Superiore è stato scoperto un ambiente ipogeo di grandi dimensioni che riguarda una grotta di circa 1.000 metri quadri che dopo vari studi è da considerarsi una chiesa-grotta costituita da un'unica navata.

## Area archeologica di Capo Colonna

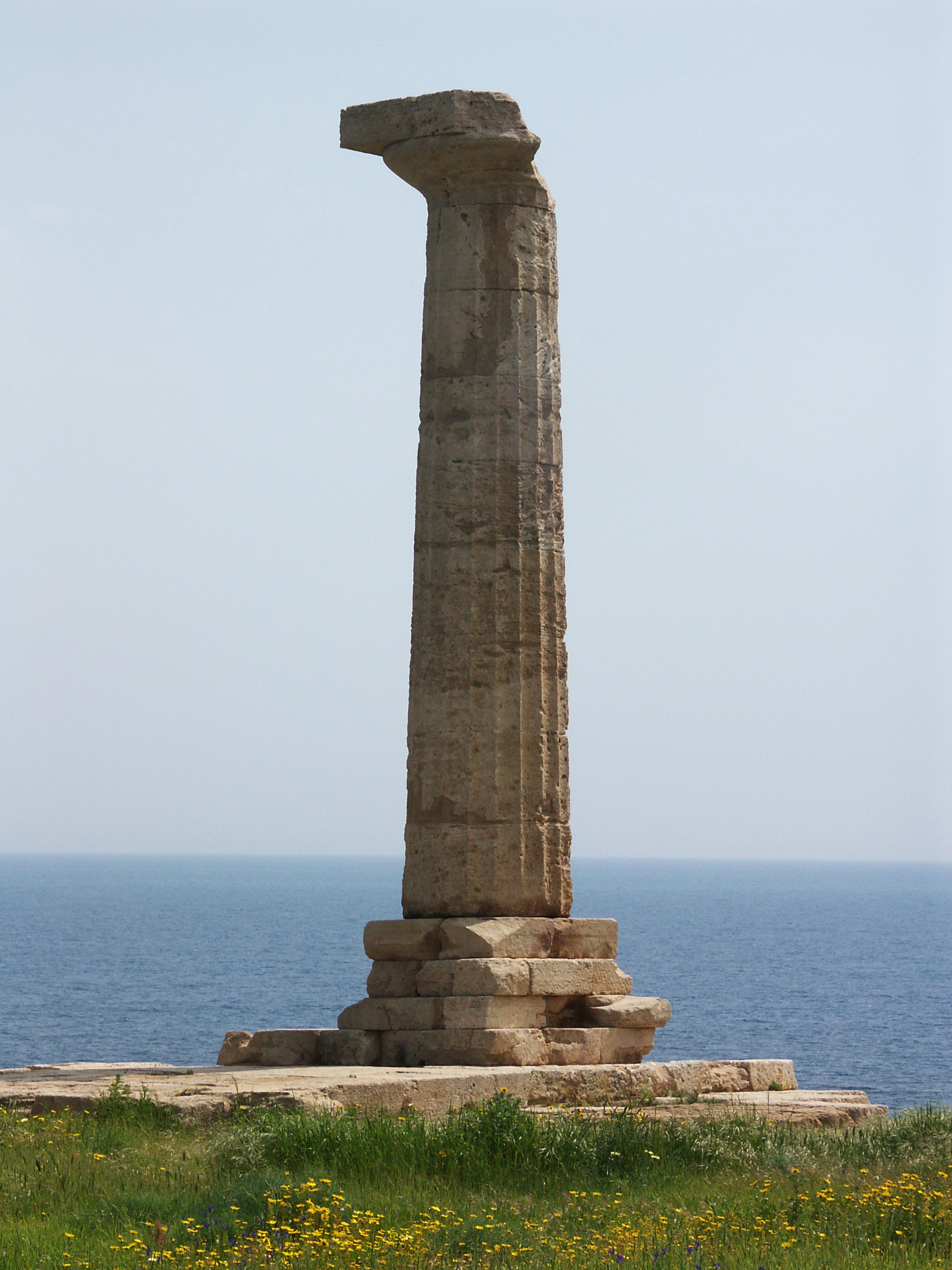
L'unica colonna restante del tempio dedicato ad Hera Lacinia

Il Parco Archeologico di Capo Colonna si trova a dieci chilometri a sud dalla città di Crotone. Fu realizzato dalla Soprintendenza per i beni archeologici della Calabria e raccoglie 30.000 metri quadri di terreno adibito agli scavi e 20 ettari di bosco e macchia mediterranea. In quest' area si trova il Museo Archeologico, costituito da tre padiglioni incassati nel terreno per ridurre l’impatto ambientale.
Il Parco è strutturato da un percorso all’ inizio del quale c’è un viale immerso nella macchia mediterranea. Successivamente si trova la cinta muraria del VI secolo a.C. rafforzata più tardi dai romani. Dopo le mura si trova l’inizio della via sacra, larga 8,5 metri e di fronte all’ingresso della via, sul lato est del promontorio di Capo Colonna, si accede al maestoso tempio dorico costruito in onore della dea Hera Lacinia, protettrice dei pascoli, delle donne e della fertilità.
Il tempio fu edificato sull'appendice più settentrionale del promontorio ed era costituito da una pianta rettangolare e 48 colonne, alte circa 8 metri. La costruzione rispettava i canoni edilizi dei greci e risale intorno al VI secolo a.C. Di tutto l’edificio sacro, oggi, si è conservata una sola colonna alta 8,5 metri, con capitello dorico e un fusto che ha 20 scanalature piatte composto da 8 rocchi sovrapposti.
Gli scavi effettuati intorno agli anni 70 hanno rinvenuto un notevole numero di reperti archeologici tra i quali una testa femminile in marmo greco che insieme ad altri frammenti doveva far parte della decorazione scultorea dei frontoni del tempio.
Di fianco al tempio di Hera Lacinia sono stati trovati i resti di un edificio, denominato Edificio B, che risale al VI secolo a.C. L’Edificio B presenta una pianta rettangolare di quasi 200 m² e dagli archeologi è ritenuto il tempio originario; aveva la funzione di raccoglimento e di culto ipotesi sostenuta dal ritrovamento di alcuni reperti, come una navicella di bronzo, che risalgono alla prima metà del VIII secolo a.C.
Fuori dall'area sacra del santuario si trovano alcuni ambienti domestici che dovevano fungere da alloggio per i sacerdoti. Sempre nell'area esterna al tempio si trovano una villa ed un balneum termale di epoca tardo romana, entrambi risalenti al III secolo che testimoniano l’importanza del sito in epoca romana. Il balneum venne scoperto da Paolo Orsi nel 1911 ma solo nel 2003 l'edificio è riemerso completamente.
Nel lato nord del Parco si trova il Katagogion, chiamato Edificio K, avente un portico dorico. La pianta della struttura si sviluppa ad “elle” e all’ interno sono presenti ambienti decorati con quadrati e rettangoli. La funzione di questo edificio era quella di albergo per ospiti illustri e risale al IV secolo a.C.
Un secondo edificio, Hestiatorion, edificio per banchetti o Edificio H, si trova sul lato sud e i suoi resti devono ancora essere studiati dagli archeologi. In prima analisi, i reperti ritrovati in quest'area, fanno dedurre che si tratta di un edificio la cui funzione era quella di ristoro oltre che per i sacerdoti anche per i forestieri.
Il vasto numero di ritrovamenti e di reliquie è diviso nei vari musei della città di Crotone: nel museo di Capo Colonna sono conservati gli ultimi reperti rinvenuti, nell’Antiquarium di Torre Nao c’è qualche reperto di età precoloniale e nel Museo Archeologico Nazionale di Crotone sono custoditi i primi ritrovamenti di età arcaica e soprattutto il tesoro di Hera.

## Area archeologica di Locri Epizefiri

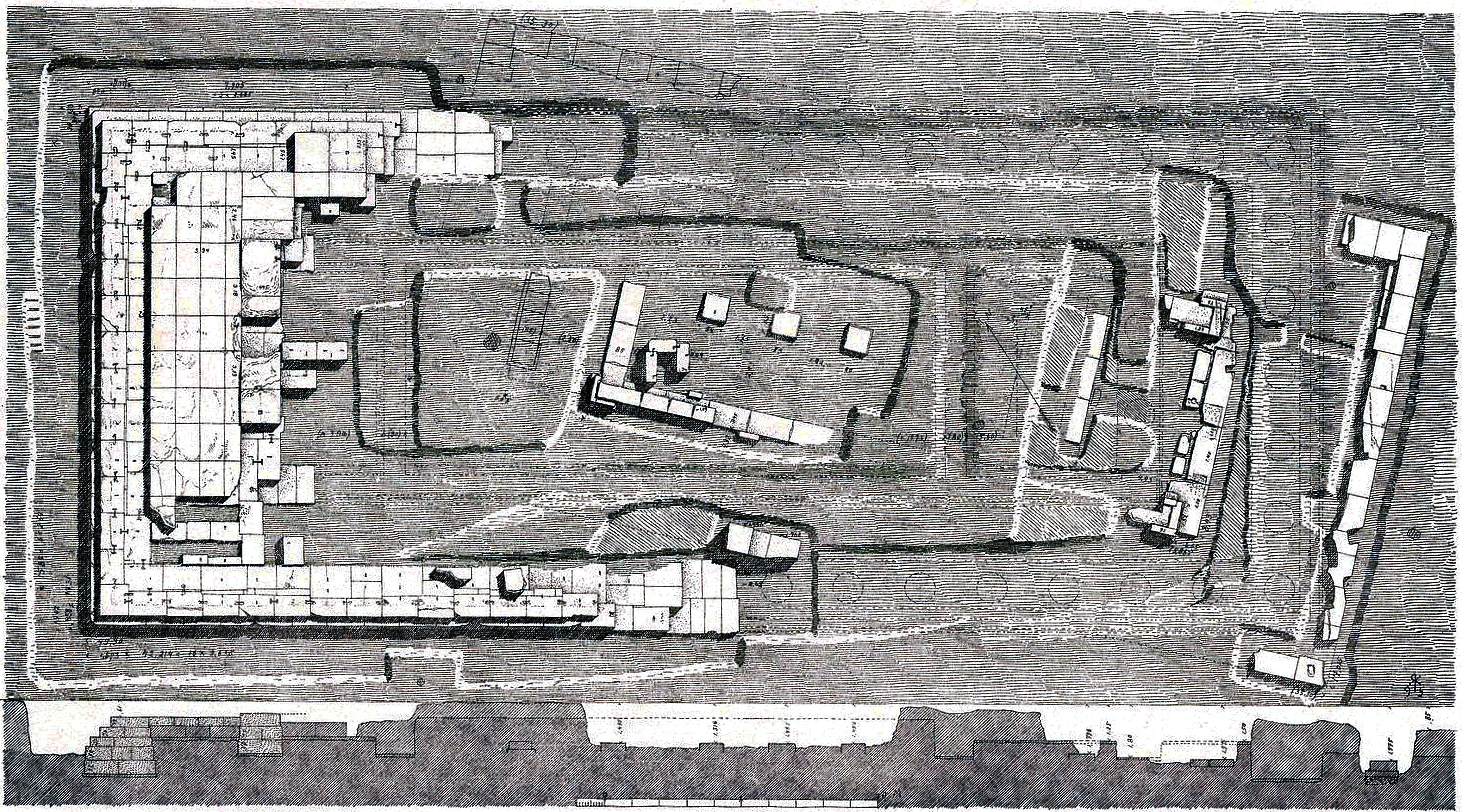
Tempio ionico di Locri.

Locri Epizefiri fu una città della Magna Grecia, che si affacciava sul mar Ionio, fondata nel VII secolo a.C. dai greci provenienti dalla Locride.
L’area archeologica si trova nel comune di Portigliola, circa 3 km a sud dall'attuale comune di Locri. Il sito archeologico dell'antica città è oggi diviso in quattro parti.
Nella località Marasà, situata alle spalle del Museo Archeologico, si trova il santuario del quale oggi si sono conservate le parti principali. Il primo studio dell’area venne portato avanti da Paolo Orsi; in seguito l’area venne ulteriormente studiata ed il sito di scavo ampliato.
La storia del santuario attraversa varie fasi e trasformazioni: secondo gli studi venne edificato intorno alla metà VII secolo a.C. poco dopo la fondazione della polis, fu ampliato verso la metà del VI secolo a.C. e ricostruito nel V secolo. Del tempio ionico che caratterizzava il santuario ci sono pervenute pochissime testimonianze, come la base occidentale del basamento. La scarsa quantità di reperti archeologici è dovuta ad una ricorrente asportazione dei blocchi di calcare avvenuta nel XIX secolo che servirono a costruire i moderni edifici. Gli archeologi sono tuttavia riusciti a dedurre che il tempio ionico, composto da blocchi di pietra arenaria, era costituito da una cella allungata con pronao che in tutto misurava 22 metri di lunghezza per 8 metri di larghezza.
La prima modifica apportata (metà del VI secolo) riguardò inizialmente le strutture murarie che vennero edificate in blocchi di calcare. La cella venne modificata per assumere la tipica struttura arcaica con la presenza del “pieno di asse” ovvero con una fila di colonne di legno lungo l’asse centrale che divideva la cella in due navate.
La trasformazione più radicale venne fatta nel V secolo a.C. quando la struttura originaria del tempio venne abbattuta e cominciarono i lavori di costruzione di un tempio completamente diverso rispetto a quello precedente. Infatti la nuova struttura, di 45 metri per il lato lungo, 19 metri per il lato breve e 17 colonne, era decisamente più grande, lo stile era quello ionico realizzato con blocchi di calcare. Sulla facciata del tempio era posta una decorazione che raffigurava i due Dioscuri a cavallo di un Tritone. Il santuario venne probabilmente costruito in onore della dea Afrodite vista l’importanza della sua venerazione per gli abitanti di Locri; un'altra ipotesi che fa pensare alla dea Afrodite è il ritrovamento di alcuni reperti votivi ma nonostante tutti gli studi dedicati all'area sacra ed al tempio non si può affermare questa ipotesi con certezza.
Un'altra località ricca di storia è quella di Centocamere dove si trovano i resti di numerose case e fornaci grazie ai quali si può dedurre che questa zona era il quartiere ceramico della città. I resti del teatro cittadino hanno un’importanza rilevante per quanto riguarda la particolarità della struttura, l’unica presente in Calabria. Della struttura sono visibili ancora tutte le componenti: dalla cavea semicircolare con i gradini per gli spettatori divisi da scalette in sette settori, alla scena di forma rettangolare dietro alla quale si trovano due pozzi nei quali sono stati ritrovati molti oggetti di carattere sacro. Il teatro venne costruito intorno al IV secolo a.C. ma sono state apportate varie modifiche in epoca romana.
Nell'area archeologica di Locri sono stati trovati i resti del santuario di Persefone il quale sorge ai piedi del colle della Mannella a ridosso della cinta muraria della polis. Il santuario è databile tra il VII ed il III secolo a.C. La sua scoperta è da attribuire a Paolo Orsi che terminò gli scavi tra il 1908 ed il 1911; il suo lavoro portò alla luce preziosi reperti tra i quali i Pinakes (in greco antico πίνακες) , quadretti in terracotta, legno, marmo o bronzo di carattere sacro tipici dell'antica Grecia; le imponenti mura di pietra arenaria che delimitavano i confini dell’area sacra.
Oltre al tempio di Persefone sono presente i resti di altre tre aree sacre: il tempio di Zeus Olimpio, il santuario di Grotta Caruso o Grotta delle Ninfe ed il santuario di Zeus Saettante. Il tempio di Zeus Olimpio non è stato ancora localizzato tranne che per la teca cilindrica, in pietra calcarea, che fungeva da archivio per il santuario. Questa venne riportata alla luce clandestinamente e derubata del suo contenuto il quale venne in parte recuperato ed è costituito da 39 tabelle di bronzo. Il santuario di Grotta delle Ninfe si trova in una grotta al di fuori delle mura della città e risale al VI secolo a.C. e venne scoperto da Enrico Arias nel 1940. Oggi la visita del luogo non è praticabile in quanto una parte della grotta crollò dopo gli scavi ma i suoi reperti sono esposti nel Museo Archeologico Nazionale di Locri. Il santuario di Zeus Saettante si trova alle spalle del Museo e, grazie a reperti di carattere votivo ritrovati, si può stimare il periodo storico del tempio che va del V al III secolo a.C.
Molti tra i resti trovati in quest’area raffigurano Zeus pronto a scagliare uno dei suoi fulmini; da qui l’ipotesi che il tempio sia stato costruito in suo onore.

## Area archeologica di Sibari

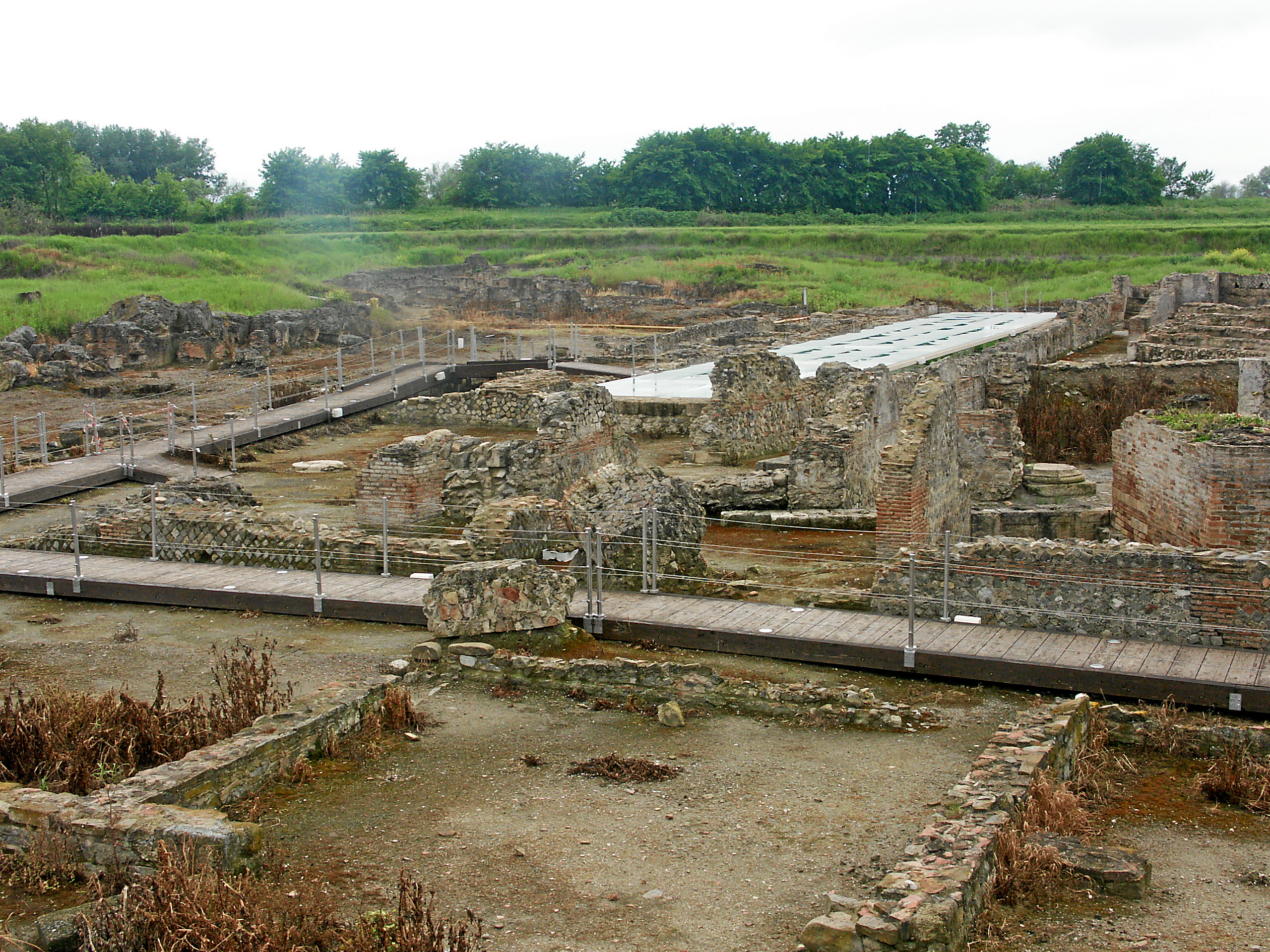
Panoramica degli scavi di Sibari

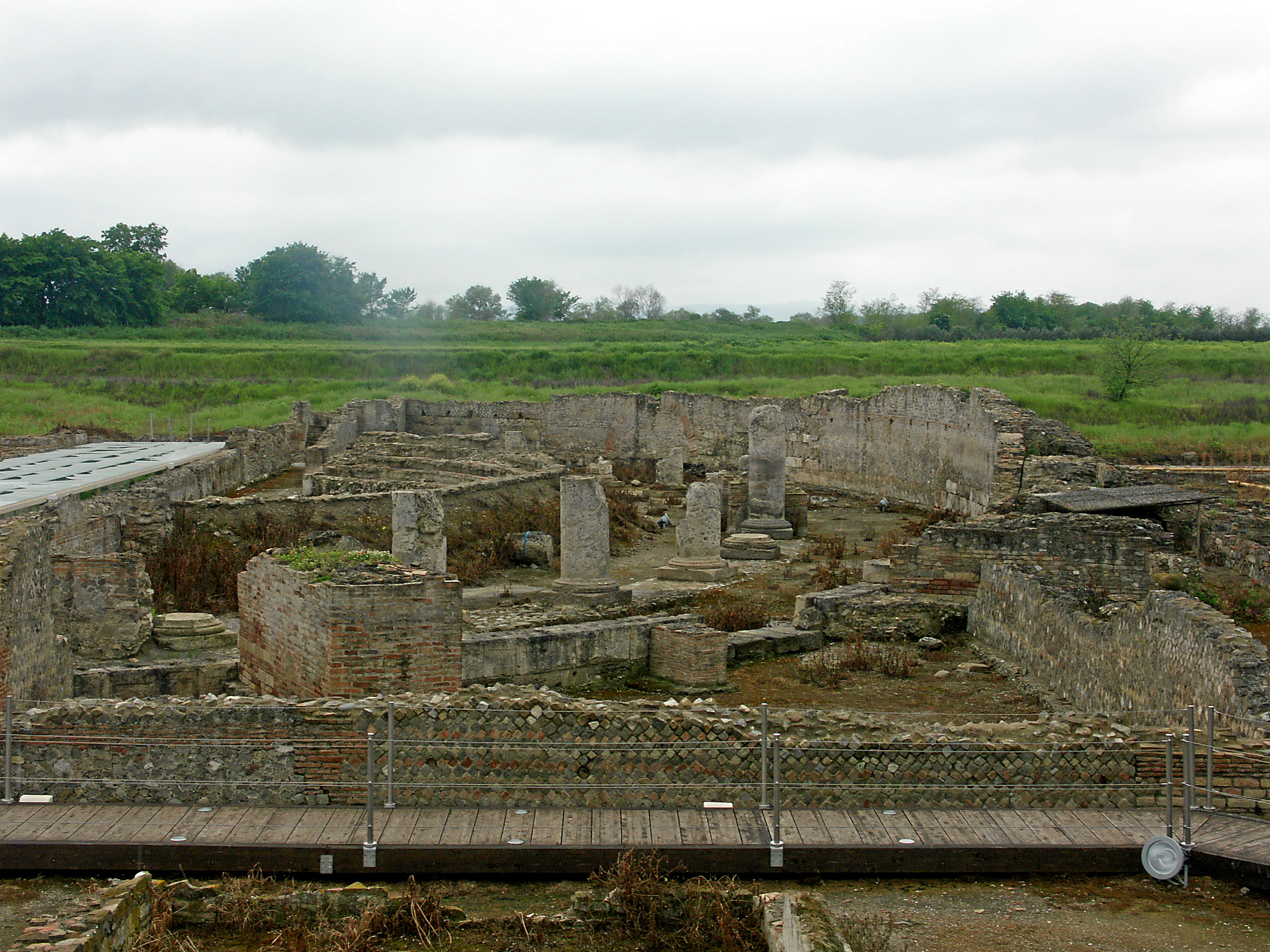
Resti del teatro

L'antica città di Sibari  (in greco antico: Σύβαρις, Sybaris) fu la prima colonia fondata dai greci sulla costa ionica della Calabria intorno all'VIII secolo a.C. La città si affacciava sul mar Ionio e si trovava in mezzo a i fiumi Crati e Coscile, a sud del golfo di Taranto.
Il parco archeologico, sorto in prossimità dei resti della città, riguarda una vasta area che si estende per 168 ettari di terreno.
I ritrovamenti archeologici, frutto degli scavi finora effettuati, hanno fatto emergere reperti di età romana, risalenti alla colonia di Copia sorta sui resti della città greca di Thurii (in greco antico: Θούριοι, Thoúrioi).
Una delle zone di rilevante importanza storica è quella del Parco del Cavallo, nel quale i lavori sono cominciati nel 1932. Il cantiere del Parco del Cavallo è ricco di reperti che riguardano la città di Copia.
In quest'area sono stati rinvenuti i resti del più importante edificio pubblico dell'antica città: il teatro-emiciclo. La fase più antica dell'edificio risale al I secolo a.C e si trattava di una struttura a pianta semicircolare che doveva avere la funzione di mercato o di luogo per le riunioni. Dopo un secolo, intorno al I secolo d.C., l'edificio subì profonde trasformazioni e venne riadattato a teatro. Le decorazione dell'edificio, recuperate negli scavi consistevano principalmente in fregi e statue.
Di fronte al teatro si trovava il foro, che fu risistemato su un'area risalente al periodo ellenistico che, probabilmente, aveva la funzione de agorà.
Nell'area del Parco del Cavallo sono situati i resti dell'edificio termale la cui costruzione risale al I secolo d.C. Le terme si trovavano vicino al teatro ed al foro. All'edificio si accedeva tramite una serie di ambienti comunicanti decorati a mosaico con tessere bianche e nere che formavano motivi geometrici, dai quali si passava per arrivare agli ambienti termali. Delle terme sono riconoscibili il calidarium ed il tepidarium. L'ultima fase dell'edificio risale al VII secolo quando perse la funzione termale e venne riutilizzato come luogo di culto cristiano.
Nello stesso cantiere si trovano i resti di alcune abitazioni, tutte con la tipica planimetria delle case romane di età augustea, con cotile quadrangolare. Dietro il teatro sono stati trovati i resti di una domus romana decorata da pavimenti in mosaico. Sempre in quest’area, è stato trovato un bronzo risalente al V secolo a.C. denominato Toro Cozzante.
Nella zona del Parco del Cavallo sono emersi, inoltre, i resti di una grande strada lungo 350 m e larga 13 m con direzione nord-sud che incrocia un'altra strada in direzione est-ovest larga 7 metri. Sull'angolo nord-est di queste strade si trova il teatro mentre in prossimità degli altri angoli sono stati trovati i resti delle terme e delle tabernae romane.
Un'altra zona di scavi si estende dal Parco del Cavallo verso il mare e prende il nome di Casa Bianca. Qui è conservato un ambiente costruito nel IV secolo a.C. in cui è presente una torre circolare che aveva una funzione di riparo per le imbarcazioni fino al I secolo a.C., periodo in cui venne edificato un grande ingresso. Successivamente, intorno al III secolo, l’area venne convertita in necropoli, a causa dell’allontanamento della linea costiera.

## Area archeologica di Scolacium

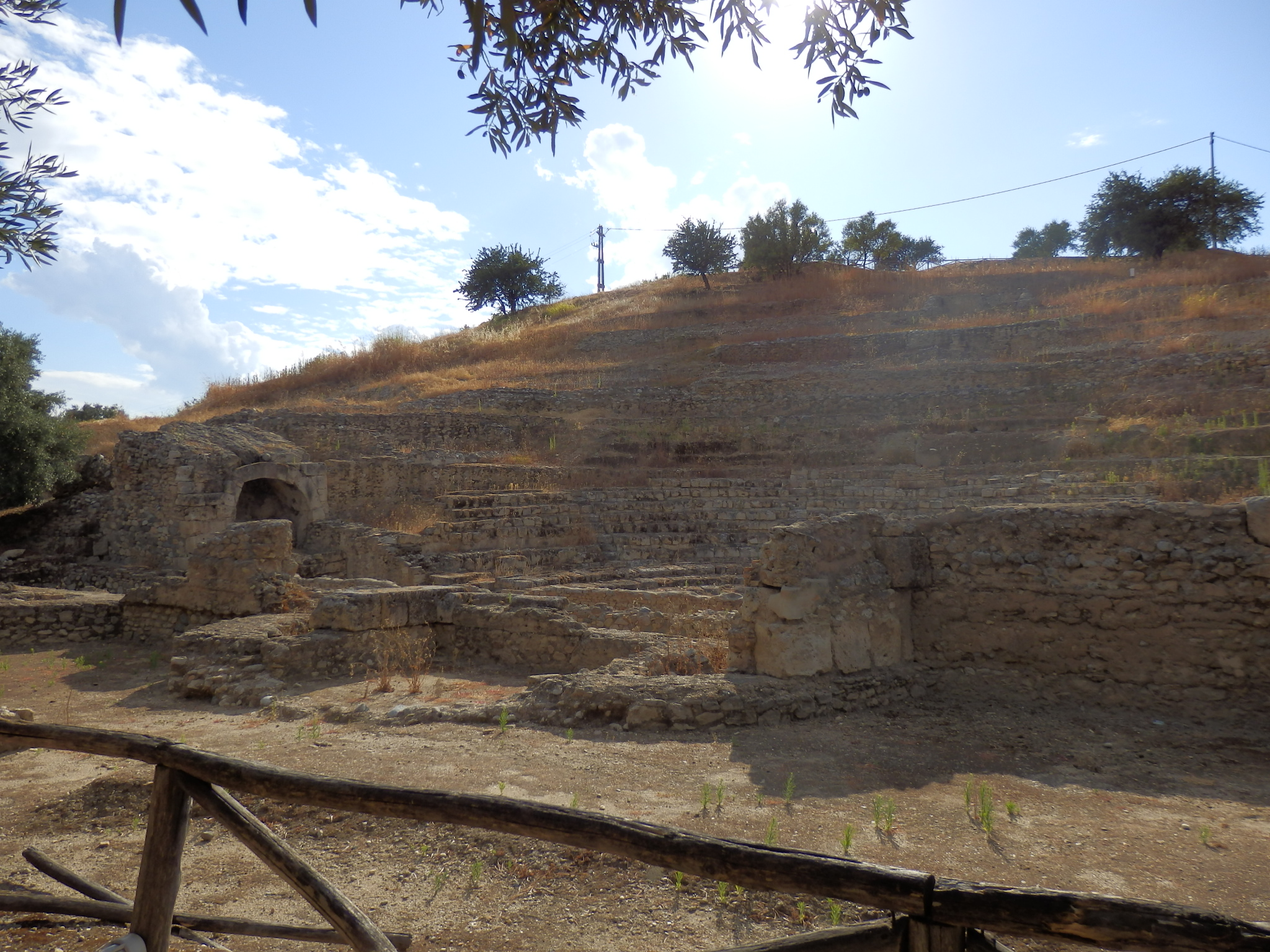
Teatro di Scolacium

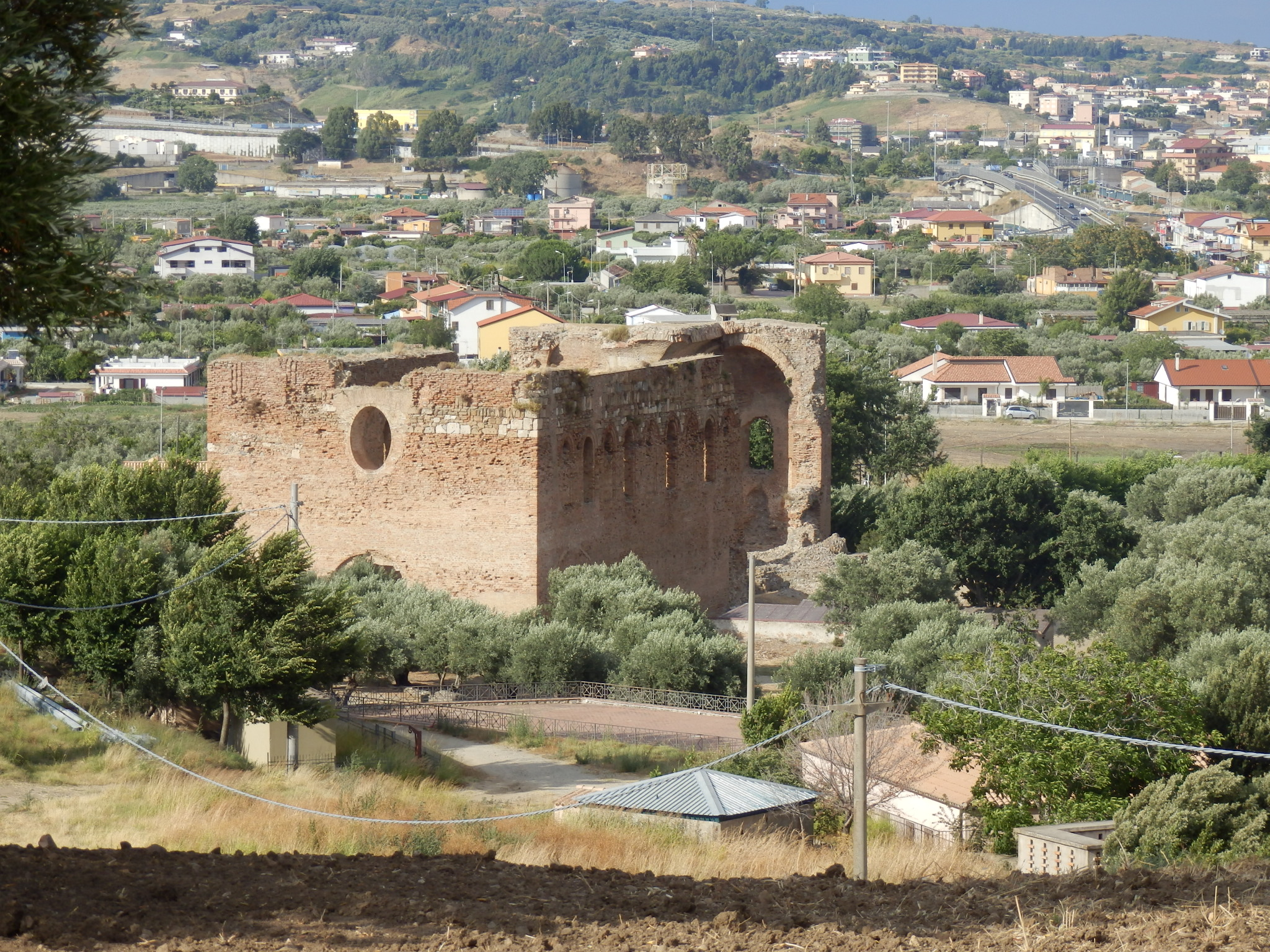
La basilica normanna presente nel sito

L’identificazione del sito archeologico di Scolacium (greco antico:Σκυλλήτιον) è da attribuire ad Ermanno Arslan.
Il ritrovamento di un'epigrafe con il nome della colonia romana di Minerva Scolacium gli permise di attestare la validità storica dell’area. 
Gli scavi, iniziati nel 1965, hanno portato alla luce non solo i resti dell’antica colonia, ma hanno posto l’attenzione anche sull'abitato greco di Skylletion. La struttura dell'insediamento greco è ignota e dagli scavi sono emerse solo ceramiche e monete databili intorno al VI secolo a.C. Nuove campagne di scavo condotte dalla Soprintendenza archeologica della Calabria hanno fatto emergere strutture murarie di età ellenistica, cosa che farebbe pensare alla sovrapposizione topografica delle città.
Il punto più importante dell’area si trova in prossimità del foro, che presenta una pianta rettangolare ricoperta da mattoni quadrati e circondato da portici, nel quale si svolgevano le principali attività della vita quotidiana della colonia romana. Sono ancora visibili i resti del Capitolium, il più importante edificio di culto della città romana che si affacciava sulla piazza. I resti dell'edificio son molto scarsi e l'unico reperto visibile è una parte del podio. La Curia, sede del senato locale, ed il Caesareum, ovvero il luogo in cui veniva celebrato l’imperatore, sono due edifici sorti al posto delle tabernae.
Non molto distanti dal foro, adagiati sul pendio di una collina, si trovano i resti del teatro che mostrano tre diverse fasi edilizie: la prima risalente all'età tarda repubblicana, la seconda corrispondente all'età giulio-claudia e la terza databile intorno al II secolo. La capienza del teatro era di circa 3.500 persone; l'edificio aveva anche varie funzioni pubbliche nella Scolacium romana. Della struttura si sono conservati parte della cavea e dell’orchestra e sono ancora visibili i posti riservati alle personalità illustri.
Dalla zona del teatro provengono numerosi reperti scultorei ed architettonici; inoltre sono visibili i resti dell’anfiteatro il quale ad oggi resta l'unico conosciuto in Calabria risalente al II secolo d.C. Dalla scena del teatro sono state rinvenute tre teste ritratto delle quali due di età giulio-claudia e una di età flavia. Sono state ritrovate anche due grandi statue di marmo bianco conservate nell’Antiquarium di Roccelletta annesso al Parco Archeologico.
La piazza della città era attraversata inizialmente dal decumanus maximus, la principale via della città, successivamente spostata nel il lato corto della piazza e a ridosso di quest'ultima si trovava una grande fontana monumentale. Altri reperti sono stati trovati ai margini della città quali le terme e le necropoli romane con molti mausolei ad oggi ben conservati.
All’ingresso del Parco archeologico di Scolacium si trovano i resti di un’imponente Basilica Normanna del XI secolo dedicata a Santa Maria della Roccella che ha subito varie trasformazioni legate allo stile occidentale Romanico,all'età bizantina e araba. L’edificio era costituito da un'unica grande navata illuminata da cinque finestre; il transetto sopraelevato era coperto da volte a crociera; attraverso il transetto si accedeva a tre absidi, abbellite con decorazioni arabo-bizantine, ugualmente sopraelevate.